# 23a Brigada Mixta (Exèrcit Popular de la República)
La 23a Brigada Mixta va ser una unitat de l'Exèrcit Popular de la República creada durant la Guerra Civil Espanyola. Al llarg de la contesa va estar desplegada en els fronts de Madrid, Aragó, Segre, Ebre i Catalunya.

## Historial
La unitat va ser fundada a l'octubre de 1936, a Cartagena, a partir dels batallons «Triana», «Milícies de Cartagena», "Comandante Ortiz" i «Fernando Condés». Posteriorment els Batallons van passar a numerar-se en el 89, 90, 91 i 92. El comandament de la unitat va recaure en el tinent coronel d'infanteria Eloy Camino Perales, mentre que el comandant d'infanteria Antonio Sicilia Serrano es va fer càrrec de la prefectura d'Estat Major. Rafael Recatero Vilches, de les JSU, va ser nomenat comissari polític.
Al començament de gener de 1937 la brigada va ser enviada al front de Madrid, al sector de San Martín de la Vega, preparada per a participar en una prevista ofensiva. Va arribar a intervenir en la batalla del Jarama, integrada en la Divisió «C»; Entre el 19 i 22 de febrer va dur a terme diversos assalts fallits contra la posició d'«El Pingarrón». Va seguir estacionada al front de Madrid durant els següents mesos amb tirotejos esporàdics de trinxera a trinxera i diversos cops de mà.
Entre el 17 i el 23 de març de 1938, després del començament d'una gran ofensiva enemiga al front d'Aragó, la 23a Brigada Mixta —al cap d'uns quants dies formada dins la 16a Divisió amb la 24a i 149a Brigades Mixtes— és enviada al nord del riu Ebre on manté combats importants a la zona de Fraga i participa en la defensa de Lleida. Després de la pèrdua de la capital ilerdenca, molt desgastada i amb nombroses baixes, la brigada és traslladada a la rereguarda.
Front del Segre
El dia 11 d'abril a la 16 Divisió li toca realitzar un atac al cap de pont de Seròs, concretament a la Granja d'Escarp, el pes del qual el duu a terme en un primer moment la 24a Brigada Mixta i posteriorment reforçada per les brigades mixtes 23a i 149a amb la protecció del seu foc. Comprovat el resultat positiu de l'operació, el Ministeri de Defensa Nacional i els caps de CE i de Divisió feliciten les forces. Així doncs, dins de la 16 Divisió, la 23a Brigada Mixta acaba cobrint més o menys el cap de pont de Balaguer tot i que entre l'abril i el maig algun dels Batallons de la 23a Brigada Mixta se situen a la reserva al km 15 de la carretera de Sarroca de Lleida a Sudanell i també a la zona d'Alfés.
Per alleugerir la pressió que hi ha als caps de pont de Balaguer, Seròs, etc., i perquè les forces republicanes passin a l'ofensiva i intentin trencar el front del Segre, cal tindre present que durant aquests dies, entre el 22 i el 29 de maig de 1938, es desfermen diferents atacs a tota la línia d'aquest front per part de les divisions que hi ha allà acantonades. Així doncs, i dins de la 16 Divisió, a les brigades mixtes 24 i 149 els toca donar un cop de mà al seu sector del cap de pont de Seròs juntament amb les brigades mixtes de la 44a Divisió i de la Divisió Mixta o 56a Divisió entre el 22 i el 24 de maig de 1938. Així mateix, a la 23 Brigada Mixta li toca fer el mateix entre el 25 i el 27 de maig de 1938 davant de Vallfogona de Balaguer.
Batalla de l'Ebre
A fiinals de juliol està llesta per intervenir en la batalla de l'Ebre i els dies anteriors a la batalla ja es troba per les immediacions de la Bisbalt de Falset. La nit del 27 a la matinada del 28 de juliol sobre les 05:00 hores del matí, la 24a Brigada Mixta travessa el riu Ebre per Ascó sota el foc i bombardejos constants de l'aviació enemiga, seguida en poques hores de diferència per la 23a i la 149a Brigades Mixtes de la seva mateixa 16a Divisió sota una allau de bombardejos franquistes. Entre el 29 i 30 de juliol la 23a BM acabarà desplegant-se per la zona nord-est de Corbera d'Ebre, paral·lela al riu Sec, i els camins de la vall de l'Aubatà. Les Brigades Mixtes de la 16a Divisió han de fer d'enllaç entre la 3a Divisió que es trobava a Vilalba dels Arcs i la 35a Divisió Internacional que es trobava davant de Gandesa patint ja aferrissats combats. La nit del 30 al 31 de juliol, al voltant de les 06.15 hores, la 24 BM de la 16 Divisió trenca el dispositiu enemic pel seu sector (nord-est de Gandesa), i ocupa algunes posiciones enemigues, entre d'altres la cota 442. Entra en acció la 23a BM i s'ha de situar entre la 24a BM i XIII Brigada Internacional de la 35a DI. El dia 1 d'agost es registren nous combats per part de la infanteria republicana de la 23a BM juntament amb la 24a i 149a Brigades Mixtes de la 16a Divisió atansant-se ja cap a Gandesa. Els combats són molt intensos per la part dreta del flanc republicà. Grans masses d'aviació enemiga compliquen encara més la seva situació. Els dies 2 i 3 d'agost les Brigades Mixtes de la 16a Divisió es retiren a les seves posicions inicials i és necessari un relleu de les unitats que han estat combatent a primera línia. Entre el 4 i el 7 d'agost no es produeixen accions d'interès, tan sols foc molt intens i de manera constant, tant a Gandesa com a Vilalba dels Arcs, però de posició a posició, i alguns cops de mà d'infanteria, ja que l'enemic de tant en tant tempteja la solidesa de les defenses republicanes mitjançant petits atacs amb la cooperació de moltíssima artilleria. Entre el 8 i el 17 d'agost, la 16a Divisió és rellevada per la 60a Divisió, i passa a acantonar-se a la rereguarda entre Vilalba dels Arcs i Corbera d'Ebre. El dia 19 d'agost comença la tercera contraofensiva franquista i les Brigades Mixtes de la 16a Divisió han de tornar a primera línia a recolzar en els combats que pateixen la 84a i 135a Brigades Mixtes, on arriben el dia 20 d'agost.Tant la 23a BM que defensa el Vèrtex Gaeta a la cota 527 i rodalia, com la 149a BM que defensa des de la cota 522 fins a la 488, com la 24a BM que ha de cobrir les cotes 440, 441 i 426 i atansant-se ja cap a Corbera d'Ebre, es veuen immerses durant dos dies en una sèrie de combats amb bombardejos d'aviació, artilleria, tancs i infanteria franquista i s'arriba al cos a cos. El dia 22 d'agost, en un dels contraatacs franquistes, aquests arriben fins a l'enllaç entre la 23a BM i la 149a BM i la línia és superada àmpliament, fet que suposa que tota la 16a Divisió es retiri gairebé en desbandada davant l'allau que els cau a sobre. Es produeix una enorme quantitat de morts, ferits, i sobretot presoners i soldats desapareguts. Després d'aquests combats, la 16a Divisió queda gairebé desfeta i s'ha de retirar, ja durant el setembre, a l'altra banda del riu Ebre.
Dies després el mateix tinent coronel Manuel Tagüeña, com a cap del XV Cos d'Exèrcit, faria unes declaracions en què es mostraria descontent amb l'actuació de la 84a Brigada Mixta de la 60a Divisió, amb la 135a BM, així com amb les Brigades Mixtes de la 16a Divisió, ja que creu que una part dels soldats, com ha passat altres vegades en altres unitats, s'han replegat i fugit desordenadament, fet que provoca que bona part dels soldats de la brigades hagin mort o bé els hagin fet presoners.
Campanya de Catalunya
El 7 de novembre va prendre part en un atac de distracció contra el vèrtex «Escorpí», al cap de pont de Seròs.
Durant la campanya de Catalunya va tenir un paper poc rellevant, i s'hagué de retirar cap a la frontera francesa.

## Comandaments
Comandants
- Tinent coronel d'infanteria Eloy Camino Perales;
- Comandant d'infanteria Antonio Sicilia Serrano;
- Comandant d'infanteria Alberto Calderón Martínez;[6]
- Major de milícies Sánchez de la Mata;[6]
- Comandant de Carabiners Ricardo Gómez García;

Comissaris
- Rafael Recatero Vilches, de les JSU/PCE;[7]